# Kyizi

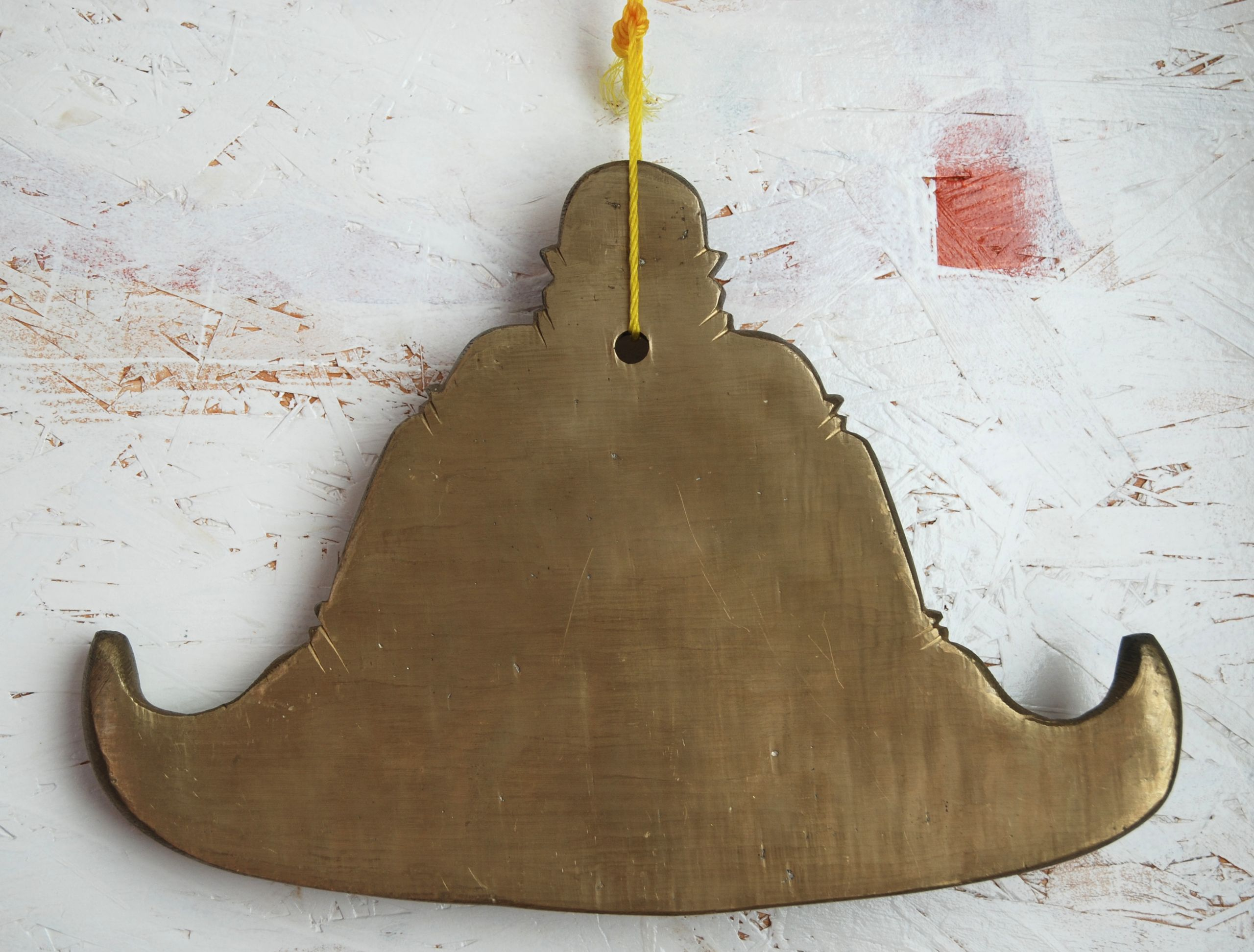
Kyizi aus Messingguss, 31 Zentimeter breit

Kyizi, auch kyi-zi, kyì-zí (burmesisch: ကြေးစည်, [tɕì zí], „Bronze-Gong“), ist ein Aufschlagidiophon in Form einer ungefähr dreieckigen Platte aus Messing oder Bronze, das in Myanmar von gläubigen Besuchern buddhistischer Tempel und von Mönchen geschlagen wird. Der mit einem hölzernen Schlägel erzeugte helle Klang begleitet religiöse Zeremonien, markiert einen Tagesabschnitt im Kloster oder das Ende eines Gebets, das ein einzelner Gläubiger vor einem Altar verrichtet hat. Die weit größeren, in burmesischen Klöstern aufgehängten klöppellosen Glocken werden ähnlich rituell verwendet.

## Bauform
Die kyizi ist eine Schlagplatte, die in ihrem oberen Mittelpunkt frei schwingend aufgehängt und im unteren Bereich angeschlagen wird. Sie wird an einer Schnurschleife gehalten, die durch ein Loch gezogen ist. Die Form bildet etwa ein auf einer Seite stehendes gleichschenkliges Dreieck mit zwei aufgebogenen unteren Ecken, einer leicht ausgebauchten unteren Kante und Seiten, die mit einer glockenförmigen Umrisslinie zu einer gerundeten Spitze führen. Die symmetrischen kleinen Zacken an beiden Seiten sollen das Dach einer Pagode darstellen; die gesamte Form symbolisiert den mythischen Berg Meru, also den Weltenberg der indischen Kosmogonie. Die kleinsten kyizi sind acht Zentimeter breit und werden an einer Schnur in der Hand gehalten oder hängen in einem Holzgestell. Die Schlagplatten werden in allen Zwischengrößen bis über 45 Zentimeter Breite hergestellt. Die größten Exemplare hängen außen an einer Ecke des Tempels. Die Stärke der Platte nimmt von der Mitte bis zu den unteren gebogenen Ecken zu. Eine mittelgroße kyizi beispielsweise, die mit 3,8 Kilogramm Gewicht noch in der Hand gehalten werden kann, ist 31 Zentimeter breit und 22 Zentimeter hoch, die Stärke beträgt ungefähr 1,3 Zentimeter in der Mitte und 2 Zentimeter an den Ecken.
Die Platten werden nach dem Sandformverfahren gegossen. Einfache kyizi für den Alltagsgebrauch sind auf beiden Seiten bis auf kleinere herstellungsbedingte Unregelmäßigkeiten glatt. Bei wertvollen Platten ist häufig auf einer Seite eine feine Gravur aufgebracht, die einen für Prozessionen geschmückten Elefanten zeigt. Ein besonderes Exemplar aus dem Kunsthandel, das vor 1920 datiert wird, ist mit zwei Nagas verziert, die sich an beiden Seiten emporwinden und Schutzmächte verkörpern.

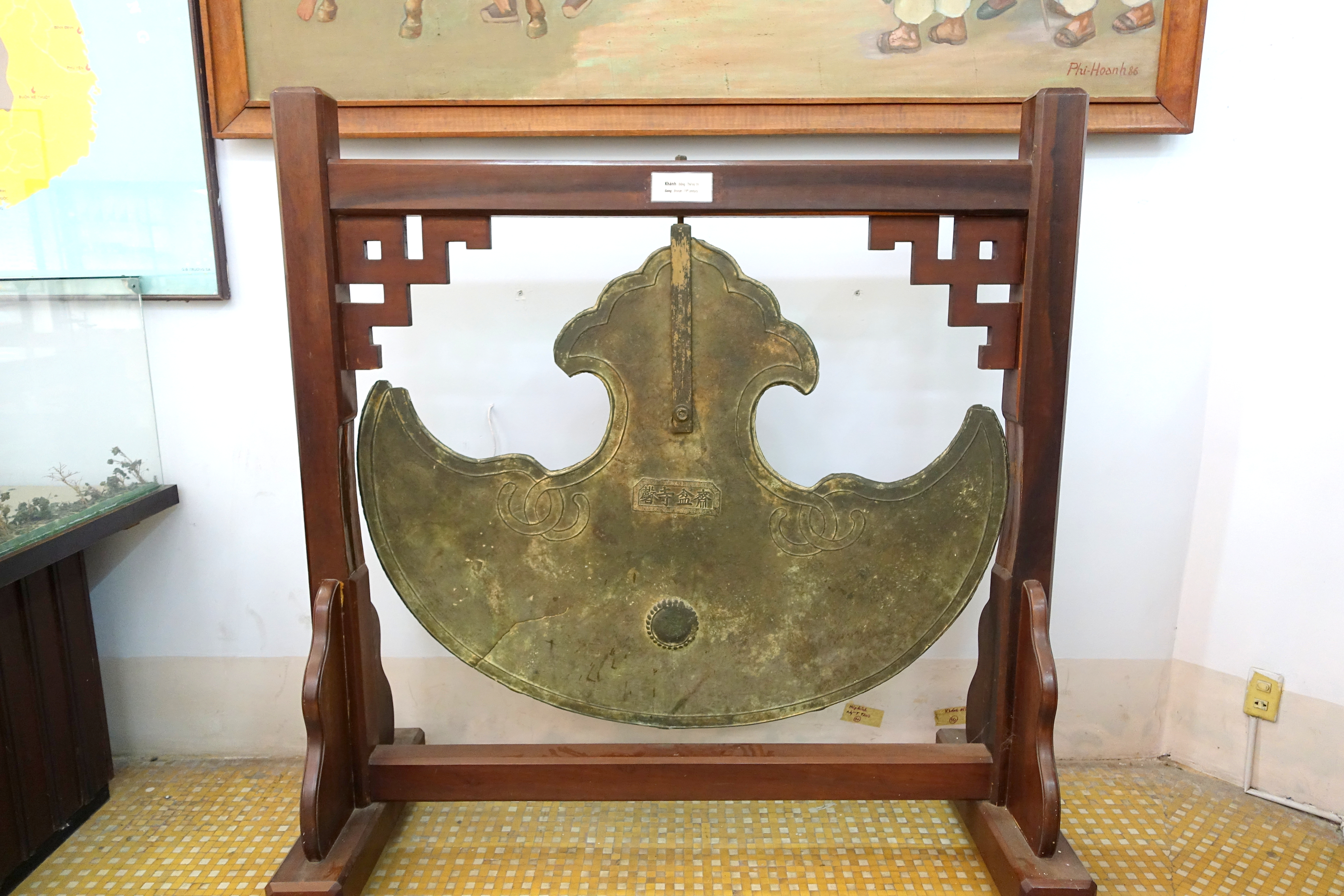
Bronzeschlagplatte khánh đồng aus einem buddhistischen Tempel in Vietnam, 19. Jahrhundert. Historisches Museum von Ho-Chi-Minh-Stadt

Wird die Schlagplatte nahe einer der unteren Ecken angeschlagen, dreht sie sich im Kreis. Dadurch entsteht ein langanhaltender schwebender Klang, der mit jeder Umdrehung eine periodische Schwankung der Tonhöhe erfährt. Die kyizi gehört zu den wenigen Klangerzeugern, die durch die eigene Drehbewegung eine Phasenmodulation des Tons produzieren.
Schlagplatten dieser Form kommen nur in Myanmar vor. Bronzeschlagplatten mit einer ähnlichen Umrisslinie werden in buddhistischen Tempeln in Zentralvietnam eingesetzt, mit einer deutlich verschiedenen Form kommen sie in China vor. Heinrich Simbriger stellt sie als metallene Nachbildungen in einen entwicklungsgeschichtlichen Zusammenhang mit den wesentlich älteren Klangsteinen (in China bianqing).
Andere metallene Schlagidiophone, die bei Zeremonien oder in der Musik Myanmars verwendet werden, sind Buckelgongs (maung und khong) und Kesseltrommelgongs (hpà si oder pa-zi, „Froschtrommel“, bei den Karen von hoher Wertschätzung und mit den Ahnen verbunden). Im Tempel geschlagene kleine Klöppelglocken aus dem 19. Jahrhundert sehen zusammen mit dem Haken, an dem sie hängen, wie Nachttischlampen aus. Außen angeschlagene Handglocken (si) und Klappern (wa) sind die mindestens erforderlichen Begleiter eines klassischen Gesangs.
In der Literatur Ende des 19. und Anfang des 20. Jahrhunderts findet sich das burmesische Wort kyizi auch auf Schellen (zwei kleine Hohlkugeln aus Bronze von drei Zentimetern Durchmesser, die an einer Schnur gegeneinander schlagen), auf die genannte „Froschtrommel“ der Karen, von der in den 1880er Jahren mehrere Exemplare nach Europa gelangten (in der englischen Umschrift kyee zee) und von Curt Sachs fälschlich auf kreisrunde Schlagplatten („birm. kyè tsi, annam. cai čieṅ [spr. tschjeng]“) angewendet. Die kyi-zi oder pa-zi genannten Bronzetrommeln waren bis mindestens in die 1970er Jahre bei den Karen Kultobjekte, Statussymbole und Zahlungsmittel.

## Verbreitung und Verwendung

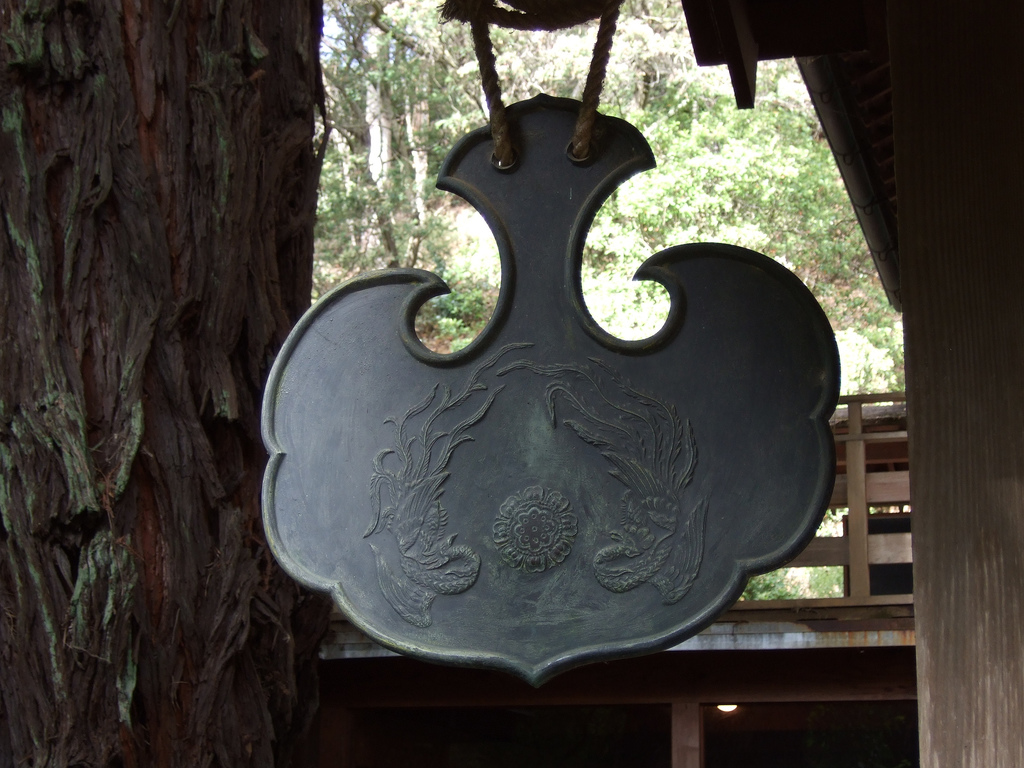
Umpan im kalifornischen Zen-Zentrum Green Gulch Farm Zen Center.

Die Herstellung von Bronzeguss reicht in der Region des heutigen Myanmar bis in prähistorische Zeit zurück. Gegossene Buddhastatuen und Abbildungen hinduistischer Götter aus Gold, Silber und Bronze sind seit Beginn unserer Zeitrechnung aus verschiedenen Epochen der burmesischen Kunst bekannt. Spätestens zur Blütezeit von Bagan (11.–13. Jahrhundert) gab es Glocken, die bis heute in Myanmar auf meisterhaftem handwerklichem Niveau im Wachsausschmelzverfahren hergestellt werden. Die berühmteste burmesische Glocke ist die Mingun-Glocke, die zwischen 1808 und 1810 angefertigt wurde. Die Form der burmesischen Glocken erinnert an den Hauptteil des buddhistischen Stupa (sanskrit anda), der auf Burmesisch entsprechend kaung laung, „Glocke“ heißt. Die kyizi ist auch – nach ihrer Form fälschlich, aber nach ihrer vergleichbaren Symbolik passend – als „burmesische Glocke“ bekannt. Die großen Glocken hängen auf dem Gelände eines burmesischen Klosters (kyaung) an einem dem Gewicht der Glocke entsprechend soliden Träger dicht über dem Erdboden. Sie werden von außen mit einem kräftigen Holzstock am unteren Rand angeschlagen.

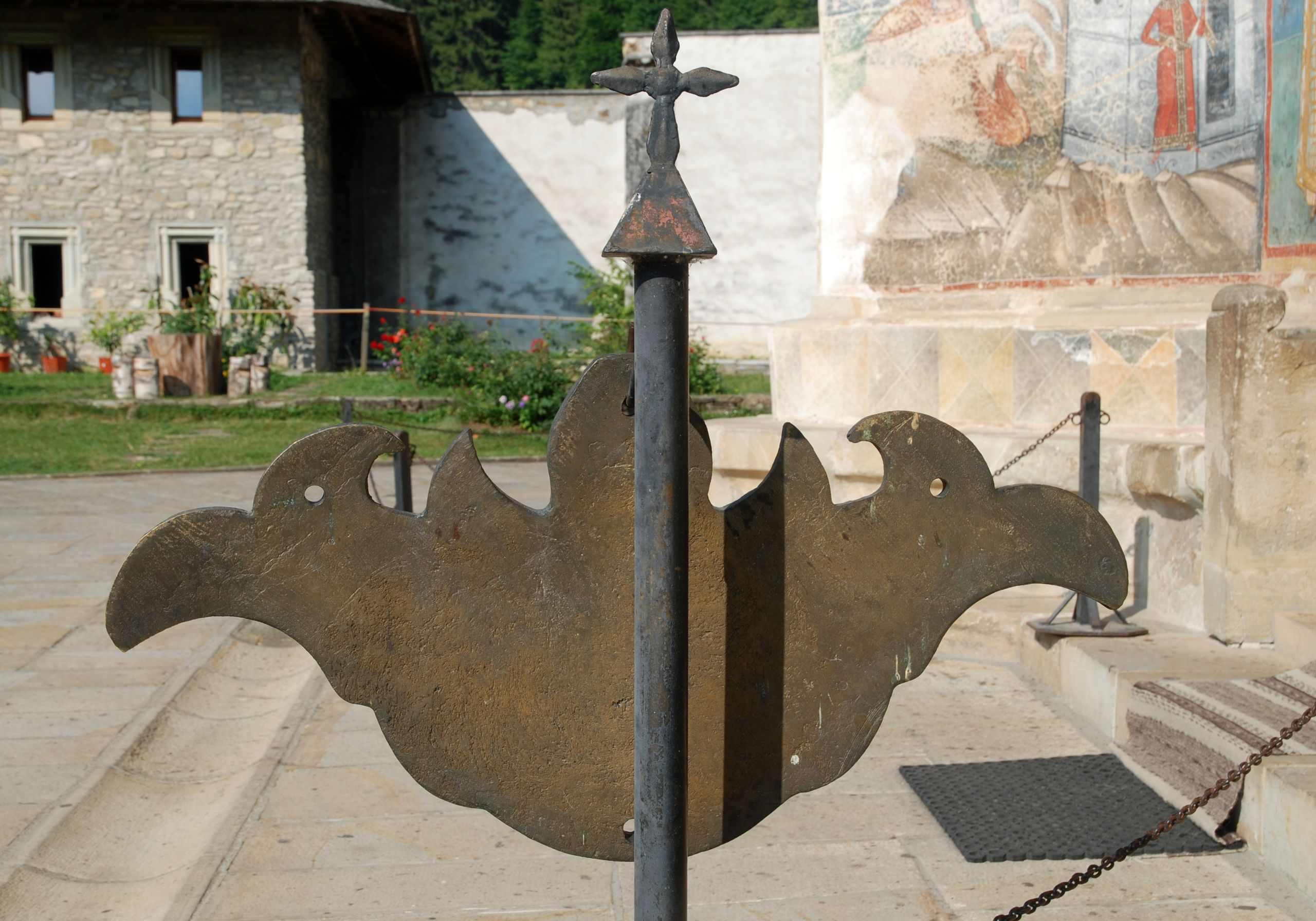
Ähnlich verwendete Bronzeschlagplatten in einigen orthodoxen Klöstern Osteuropas: toacă im Kloster Voroneț, Rumänien.

Die große Glocke und die kyizi kommen bei denselben religiösen Handlungen zum Einsatz, wobei die kleinen kyizi darüber hinaus bei Zeremonien getragen werden können. Glockenklänge künden stets von guten Taten und gehören zu jeder burmesischen Pagode. Nachdem Gläubige vor einem Altar Geld in einen Kasten gespendet haben, schlagen sie die kyizi. In manchen Fällen murmelt ein Mönch nach der Spende Segenssprüche und übernimmt das Schlagen. Schneckenhorn, kyizi und Gong (maung) sind glückverheißende Instrumente, die manchmal den buddhistischen Mönchsgesang mit Vorsänger und Chor einleiten. Mönche können mit der kyizi ferner das Aufstehen vor der Morgendämmerung, Gebets- und Essenszeiten und die Zeit der abendlichen Bettruhe signalisieren.
Buddhistische Mönche in japanischen Zen-Klöstern verwenden die entsprechende Bronzeschlagplatte umpan, die an der Tür zur Küche oder zum Speisesaal hängt, um zu den Mahlzeiten zu rufen oder um das Ende einer Zazen-Meditation bekannt zu geben. Der Name umpan („Wolkenplatte“) bezieht sich auf die wolkenartigen Motive, die als Flachreliefs die Platte verzieren und die Loslösung von den Verhaftungen (Sanskrit upadana) der irdischen Welt symbolisieren. Um Signale über eine größere Entfernung auf dem Klostergelände auszusenden, werden an mehreren Stellen aufgehängte Holzbretter (han) gleichzeitig geschlagen. In tibetisch-buddhistischen Klöstern übernimmt ein gandi genannter tragbarer Schlagbalken die Zeitanzeige und Ankündigungsfunktion.
Eine vergleichbare liturgische Funktion haben Bronzeschlagplatten, die in manchen orthodoxen Klöstern geschlagen werden und in Rumänien als toacă bekannt sind.
In Indien werden metallene Schlagplatten mit dem Sanskrit-Namen yayaghanta in dem im 13. Jahrhundert von Sarngadeva verfassten musiktheoretischen Werk Sangitaratnakara erwähnt, ihre Verwendung dürfte jedoch wesentlich älter sein. Sie werden bis heute beim Tempeldienst oder in der Unterhaltungsmusik eingesetzt: in Nordindien etwa die runde Schlagplatte ghari und in Karnataka (Südindien) die von Bettelmönchen geschlagene jagate.
Bei den Batak auf der indonesischen Insel Sumatra wird die Eisenplatte hesek-hesek zusammen mit Buckelgongs ogung in der zeremoniellen Musik verwendet.